# Ashley Bouder
Pour les articles homonymes, voir Bouder.
Ashley Bouder est une danseuse de ballet américaine, principal dancer au New York City Ballet de 2005 à 2025.

## Biographie
Ashley Bouder est née à Carlisle (Pennsylvanie). Elle a commencé la danse au Central Pennsylvania Youth Ballet avec Marcia Dale Weary. En 1999, après avoir participé au Summer Program à la School of American Ballet (SAB), école de danse du New York City Ballet, Ashley Bouder a été invitée à continuer sa formation durant la saison hivernale.

## Carrière
Ashley Bouder est devenue « apprentie » au New York City Ballet en juin 2000 et elle est devenue membre du corps de ballet en octobre 2000. Elle a été promue soliste en février 2004 et principal dancer en janvier 2005.
Le 13 février 2025, Ashley Bouder a fait ses adieux à la scène et pris sa retraite de principal dancer. Lors de sa soirée d'adieux, elle a dansé le rôle principal de l'Oiseau de feu de George Balanchine, l'un des tous premiers rôle qu'elle avait dansé à son arrivée dans la compagnie.

## Récompenses
Elle a reçu le Mae L. Wien Award for Outstanding Promise en 2000 et le Janice Levin Dancer Award en 2003.
En 2019, elle reçoit le prix Benois de la danse pour son interprétation de Swanhilda dans le ballet Coppélia.